# Jean Perréal
Pour les articles homonymes, voir Jean de Paris et Paris (homonymie).
Jean Perréal (dit Jean de Paris), est un peintre français né vers 1455 ou 1460 et mort vers 1528. Organisateur d'entrées solennelles, architecte de plusieurs monuments, poète, Jean Perréal est surtout célèbre pour être un peintre officiel des rois Charles VIII, Louis XII et François Ier. Son œuvre se situe à la charnière entre la fin du Moyen Âge et l'essor de la Renaissance. Ayant fait un voyage en Italie autour de l'an 1500, il peint des portraits novateurs qui inspirent Corneille de Lyon ou Jean Clouet.
Jean Perréal a été longtemps oublié et sa redécouverte à l'époque contemporaine a d'abord été faite par les textes. L'établissement du corpus de ses œuvres n'a commencé de façon certaine qu'en 1963 et se poursuit encore.

## Biographie
Le lieu de naissance et la formation de Jean Perréal nous sont inconnus : le consensus pour la date de sa naissance porte sur 1455 ou 1460. Il semble avoir été formé par son père, lui-même peintre et poète. Selon Béghain, ce n'est qu'en 1506 qu'il prend le nom de Jean de Paris. Aucune source ne permet de savoir pour quelle raison il prend ce nom, nulle trace dans la capitale n'étant recensée.

### Peintre municipal
En 1483, il est fixé à Lyon et désigné comme peintre. Cette première mention sous le nom de Jean de Paris apparait à l'occasion de la réalisation du convoi amenant François de Paule vers Louis XI mourant,.
En 1485, il participe aux réalisations de la seconde entrée officielle du cardinal Charles de Bourbon. En 1488, il est toujours dans la mouvance des Bourbon en ayant acquis le poste de valet de chambre de Pierre II de Bourbon et d'Anne de Beaujeu.
En 1490, il s'occupe des préparatifs de l’entrée solennelle de Charles VIII à Lyon en tant que maitre d'œuvre avec Jean Prévost. Il est désigné comme « peintre de Lion » et a la charge autant des décors que des textes. Il est d'ailleurs mieux rétribué que Prévost, pourtant à la fois son ainé et peintre officiel du chapitre Saint-Jean. Cette entrée est composée de nombreuses références religieuses. Ainsi, une saynète reprend la décollation de Saint-Paul près de l'église Saint-Paul et un combat du diable et de Saint-Michel est placé près de la Place du Change. En 1494, il remplit le même office pour l’entrée d’Anne de Bretagne, qui vient rejoindre son mari qui va en Italie.

### Portraitiste et artiste royal

#### Charles VIII
En 1496, il est désigné à Lyon comme « varlet de chambre et comensal du roy ». De cette même année datent deux portraits de favoris du roi ; Philibert II de la Platière et Antoine de Luxembourg C'est de cette époque que sont datées également deux peintures sur bois a tempera d'un livre d'heures, qui prouve la maturité de l'artiste,.
Il a acquis à cette date une renommée suffisante pour être au premier rang des peintres, sculpteurs et verriers dont les statuts sont approuvés par Charles VIII.

#### Louis XII
Signe de la faveur royale , en 1499 et 1500, il est certainement à Milan dans la suite de Louis XII après la conquête, avec un artiste tourangeau : Jean Poyer. Il y rencontre François II Gonzague et Léonard de Vinci. Il fournit un portrait au premier et a des échanges artistiques avec le second, qui note dans un carnet « Fais-toi donner par Jean de Paris la méthode pour peindre à sec, et la façon de fabriquer du sel blanc et du papier teinté ». François Gonzague lui commande visiblement aussi un portrait du cardinal d'Amboise et un retable de dévotion à Saint Jean-Baptiste. Selon Jean Lemaire de Belges, Perréal a accompagné Louis XII pour y représenter les victoires du roi. Rien de ce qu'il a pu réaliser dans cette optique ne nous est parvenu.
Ses dessins servent de modèle à la réalisation de la médaille d'Anne de Bretagne et de Louis XII. Cette médaille est offerte à la reine à l'occasion de son voyage dans la ville de Lyon dans une coupe en verre émaillé de Venise le 15 mars 1500. Elle a été modelée et coulée à Lyon même par Nicolas Leclerc, Jean de Saint-Priest, Colin et Jean Lepère. L'original de cette médaille en or est aujourd'hui disparu.
Le retour de Jean Perréal en France n'est attesté qu'en 1501 ou 1502. Il reste donc en Italie plusieurs années au cours desquelles il voyage et a de nombreux échanges avec des artistes italiens. À son retour, il est un des rares artistes français à avoir une bonne connaissance de l'art de la péninsule. Il assimile parfaitement cette connaissance sans être un importateur de la manière italienne en France. Son style au contraire est une bonne illustrations du style français de son époque.

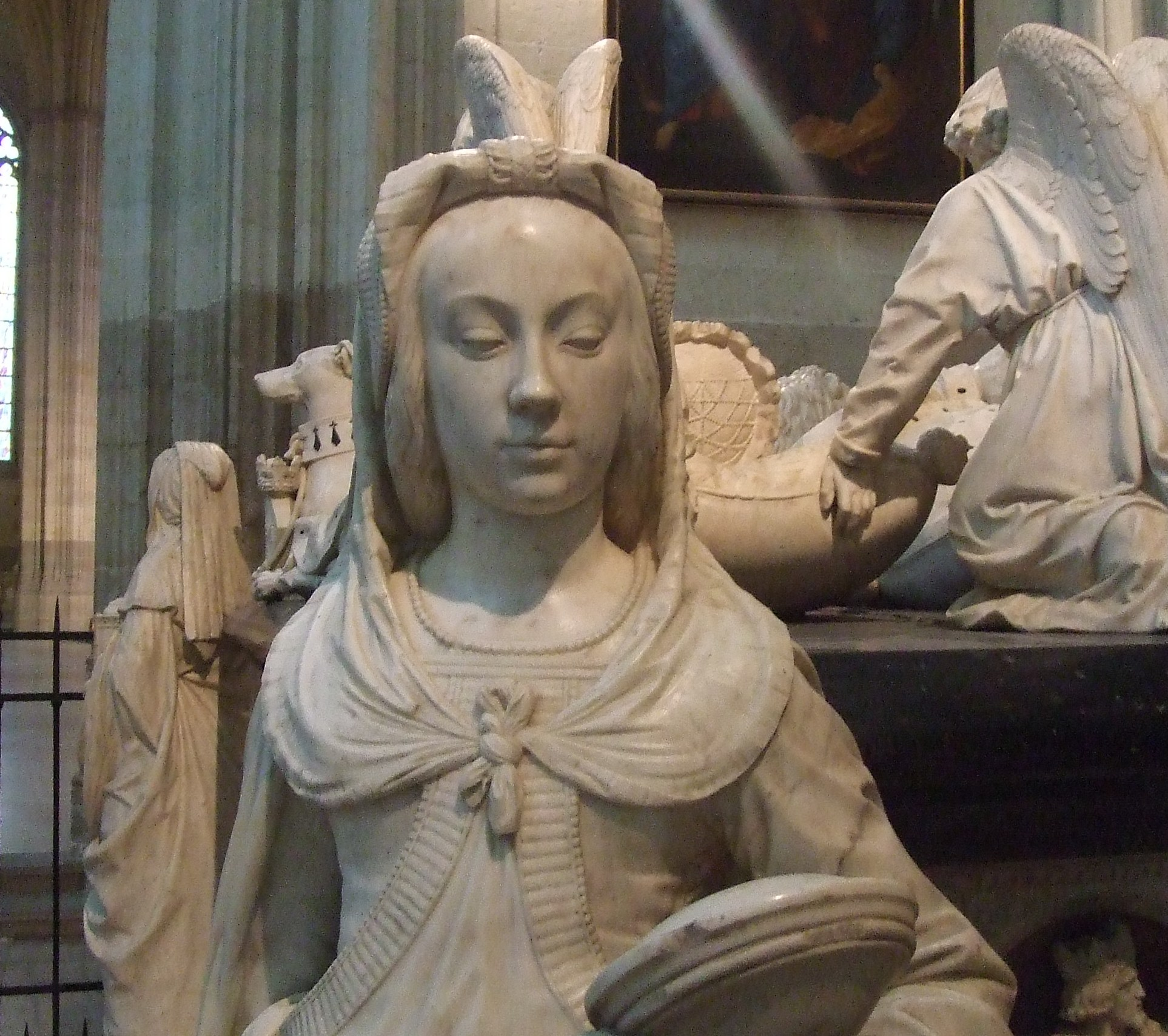
L'allégorie de la Prudence sur le Tombeau de François II.

Entre son retour d'Italie et 1507, il travaille pour Anne de Bretagne pour laquelle il donne le dessin du tombeau de François II de Bretagne dans l'église des Carmes de Nantes,. L'exécution est assurée par Michel Colombe et Jérôme Pacherot.
En 1507, il est sollicité par Louis XII, qui lui demande depuis Gênes ou Asti, de lui réaliser des portraits des membres de sa cour pour prouver l'excellence de la peinture française.
En 1509, il travaille sur les tombeaux de l’église de Brou. Sollicité par Lemaire de Belges pour donner son opinion sur le projet, il envoie une lettre à Marguerite d’Autriche pour proposer un programme inspiré de ce qu'il a vu en Italie,. Ce projet est également porté par Michel Colombe et il est finalement réalisé par l'atelier de Louis van Bodeghem. Impliqué de 1509 à 1512, il ne peut suivre ni finir le chantier ; et il reste finalement peu du travail de Perréal dans l'œuvre achevée. Malgré cet échec, il est paré de plus en plus souvent du titre de contrerolleur, signe qu'il n'est plus considéré comme un simple peintre.
En 1512, il est nommé par Louis XII surveillant de l'édification des nouveaux remparts sur la colline de Saint-Sébastien. Sous les ordres du gouverneur Jacques de Trivulce, il conçoit les plans et dirige les travaux. Les sources sont très maigres sur les travaux mêmes. On sait toutefois qu'il a dû voir les ouvrages militaires des ingénieurs italiens Francisco di Giorgio ou San Gallo. Il est probable qu'il s'en soit inspiré.
En 1514, il est présent lors du décès d'Anne de Bretagne à Blois et moule son masque mortuaire. La même année, Louis XII lui demande d'aller à Londres pour réaliser le portrait de Marie Tudor, qui l'épouse en vertu d'un traité signé avec Henri VIII. C'est probablement à cette occasion que le portrait de Louis XII est offert à Henri VIII.

#### FrançoisIer
Jean Perréal fait partie de l'organisation des funérailles de Louis XII,, et il est maintenu dans sa charge de peintre royal par son successeur : François Ier. À l'automne 1516, il dédie à son nouveau protecteur un poème de 1822 vers : Le Complainte de Nature à l'Alchimiste errant ; que l'artiste affirme avoir traduit du latin d'un ancien manuscrit trouvé dans un château du Dauphiné. Le prologue du texte forme un acrostiche à son nom.
Ce texte confirme le goût pour l'occultisme de Perréal. En effet, l'artiste avait collaboré avec Simon de Phares pour préparer les entrées à Lyon du cardinal de Bourbon en 1485 et de Charles VIII en 1490. Il a également des relations épistolaires suivies avec Agrippa de Nettesheim, qui espère son aide pour trouver un protecteur, et qui séjourne à Lyon dans les années 1520. Le poème est toutefois une critique de la démarche occultiste (Dame Nature demandant à l'alchimiste de cesser ses recherches car elle seule peut fabriquer de l'or), le texte étant intellectuellement proche des écrits de l'humaniste lyonnais Symphorien Champier.
Durant les années 1520, Jean Perréal sert de plus en plus d'intermédiaire pour le consulat pour des affaires à la cour. Il travaille régulièrement pour des chantiers de châteaux, et François Ier le nomme en 1523 commissaire général et maître des œuvres des réparations et fortifications des villes et places du Lyonnais, Forez et Beaujolais. Parmi ces chantiers se trouve le château de Melun ; François de Bourbon, comte de Saint-Pol, lui commande une nouvelle décoration en 1529-1530.
Il meurt en 1530, sans doute au début de l'été, à Paris.

### Perréal: humaniste lyonnais

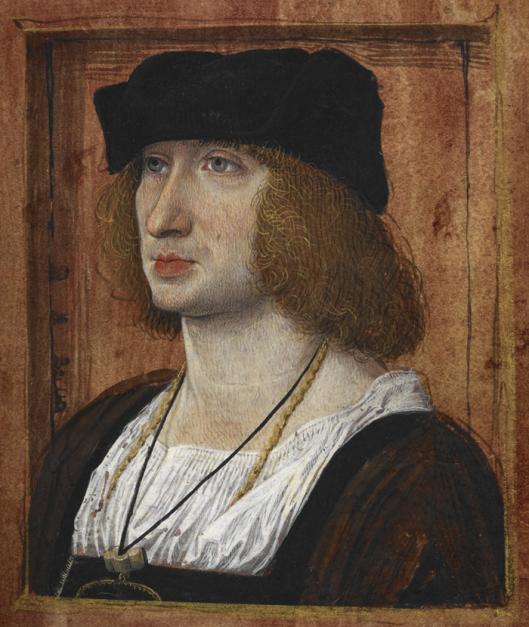
Portrait de Pierre Sala, humaniste lyonnais par Jean Perréal.

Malgré ses voyages et son statut de peintre du roi, il reste attaché à Lyon. Il s'y marie, y a des enfants et possède en 1515 une maison rue Thomassin.
Il est très lié à plusieurs humanistes lyonnais de son époque. Ainsi, Jean Lemaire de Belges loue son talent à deux reprises, en 1504 dans la Plainte du Désiré et en 1509 dans la Légende des Vénitiens. Perréal illustre un ouvrage de son ami Pierre Sala, Emblèmes et devises d'Amour. Il y représente l'écrivain dans « admirable portrait en buste présenté en trompe-l'œil, comme dans un tableau ». Les deux hommes sont la même année, en 1488, valets de chambre de Pierre II de Bourbon et d'Anne de Beaujeu.
Il est également proche de Symphorien Champier, qui a accompagné Louis XII avec lui lors des campagnes d'Italie.
Jean Perréal est un artiste émancipé de la tutelle de la commande ecclésiastique et pleinement partie prenante de la communauté humaniste lyonnaise. S'essayant à l'écriture, il échange des épîtres avec Jacques Le Lieur.

### Notoriété et postérité
Plusieurs lettrés de la Renaissance reconnaissent et louent le travail de Jean Perréal dans leurs écrits. Ainsi, Guillaume Crétin rend hommage à Perréal dans un poème de sa Complainte sur la mort de Guillaume de Bissy. Jean Lemaire de Belges évoque à plusieurs reprises le peintre du roi dans ses textes, notamment dans La Légende des Vénitiens ou Les Épîtres de l'Amant Vert.
Malgré de grandes qualités, sa dispersion dans de multiples domaines et l'arrivée « de la déferlante italienne » expliquent la disparition de son œuvre dans l'histoire de l'art et sa redécouverte tardive.

## Style et place dans l'histoire de l'art
Jean Perréal est surtout réputé pour son talent de portraitiste, genre qu'il a contribué à populariser. Son trait principal tient dans ses portraits novateurs, en format réduit et au cadrage serré. Il joue un rôle capital dans la mise en place du portrait moderne, selon une formule que reprennent et diffusent largement Corneille de Lyon ou Jean Clouet. Polyvalent, il est actif dans les domaines de la poésie, de l'architecture, et fournit des patrons aux verriers et sculpteurs.
« Figure singulière, à la charnière de deux mondes : encore médiéval dans ses fonctions d'organisateur d'entrées et de cérémonies à Lyon, [...] moderne par son inscription dans l'« intelligentsia » contemporaine et dans sa revendication permanente à être reconnu comme un artiste et à être apprécié à sa juste valeur, comme en témoigne sa correspondance avec Marguerite d'Autriche, et surtout dans son art de portraitiste, qui annonce à Lyon Corneille de La Haye et à la cour les Clouet ».
Il a pleinement sa place dans le mouvement qui extrait l'individu des tableaux de dévotion pour en faire un sujet propre de l'art.

## Historiographie
« Longtemps, Jean Perréal fut un artiste sans œuvre ». Jusqu'à la fin du XIXe siècle, Jean Perréal est connu par des lettres, des textes qui évoquent son œuvre et le couvrent de gloire, mais aucun tableau ne lui est attribué. Parmi plusieurs théories hésitantes, on peut signaler celle de Huillet d'Istria qui s'appuie sur des croquis au dos d'un feuillet de compte pour l'entrée d'Anne de Bretagne à Lyon en 1500. Mais Pradel détaille dans un article de 1963 les raisons qui poussent à écarter Perréal comme l'auteur de ces croquis. Maurice H. Goldblatt, à la demande d'Édouard Herriot, fait des recherches et lui attribue en 1949 une quarantaine de portraits, peintures et dessins. Beaucoup de ces attributions hasardeuses se révèlent erronées.

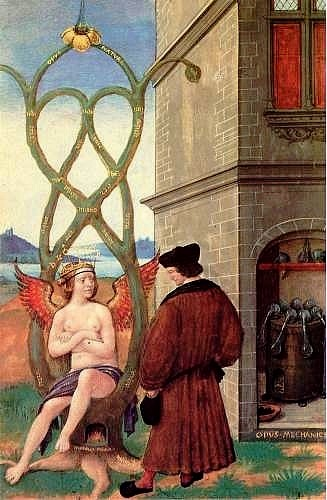
Miniature de la Complainte de la Nature à l'alchimiste errant. 1516. Musée Marmottan.

Longtemps, de nombreux tableaux de Jean Hey furent attribués à Jean Perréal. Même l'apparition de l'Ecce Homo de Bruxelles en 1909 ne firent pas immédiatement changer d'avis certains spécialistes, dont Hulin de Loo.
Le poème Complainte de Nature, dont le texte était auparavant attribué à Jean de Meung a été réattribué à Jean Perréal par André Vernet en 1943. À cette époque, on connait par les textes l'existence d'une enluminure qui l'ornait à l'origine mais qui a disparu. Elle réapparait en 1963 au sein de la collection Georges Widenstein et Charles Sterling l'identifie formellement à Perréal.
Pendant un certain temps, la confusion existe entre Jean Perréal et un certain Jean de Paris, fourrier de Pierre de Beaujeu. Cela conduit des historiens de l'art à proposer que ces deux personnes soient la même, et accrédite le fait que Jean Perréal puisse être le Maître de Moulins, peintre d'Anne de France. Ainsi, Max Bruchet imagine que Perréal aurait pu être le professeur de peinture d'Anne de France. Pierre Pradel établit fermement la différence entre les deux signatures en 1963, et conclut qu'il existe bien deux Jean de Paris à cette époque.

## Œuvres attribuées à Jean Perréal
L'établissement de son corpus d'œuvre n'a débuté que dans les années 1960. Ce corpus évolue encore dans les années 2010.

### Médailles
- Médailles de Charles VIII et Anne de Bretagne, 1494 - 1514, D. 4 cm, or (24 g.), Paris, Bibliothèque nationale de France, département des monnaies, médailles et antiques, série royale, no 31.

L'avers est tréflé. FELIX FORTVNA DIV EXPLORATVM ACTVLIT (a. st.). revers : R P LVGDVNEN ANNA REGNANTE CONFLAVIT.
Ces pièces ont été réalisées pour l'entrée d'Anne de Bretagne à Lyon en mars 1494. Elles ont été façonnées par l'atelier de Louis Lepère, avec son fils Jean et son gendre Nicolas de Florence, à partir de portraits de Jean Perréal. Le médailleur Niccolò di Forzore Spinelli est également mandaté pour ce travail. La médaille d'Anne de Bretagne acquiert un grand prestige et est refrappée en 1502 et 1514.
- Médaille de Louis XII et Anne de Bretagne, 1499, D. 17 cm, l'original en or est perdu, bronze ou argent.

avers : FELICE LVDOVICO REGNANTE DVODECIMO CESARE ALTERO GAVDET OMNIS NACIO ; revers : LVGDUN RE PVBLICA GAVDETE BIS ANNA REGNANTE BENIGNE SIC FVI CONGLATA 1499
Les dessins du roi et de la reine ont été attribués plusieurs fois à Jean Perréal. L'exemplaire d'origine en or est perdu, mais cette médaille a connu une très grande popularité, et a été frappée jusqu'au XIXe siècle. Il en existe des exemplaires à Écouen, Musée national de la Renaissance, Inv Ecl. 2801, au sein de la Wallace Collection ou au Musée départemental Dobrée inv.896.1.1051

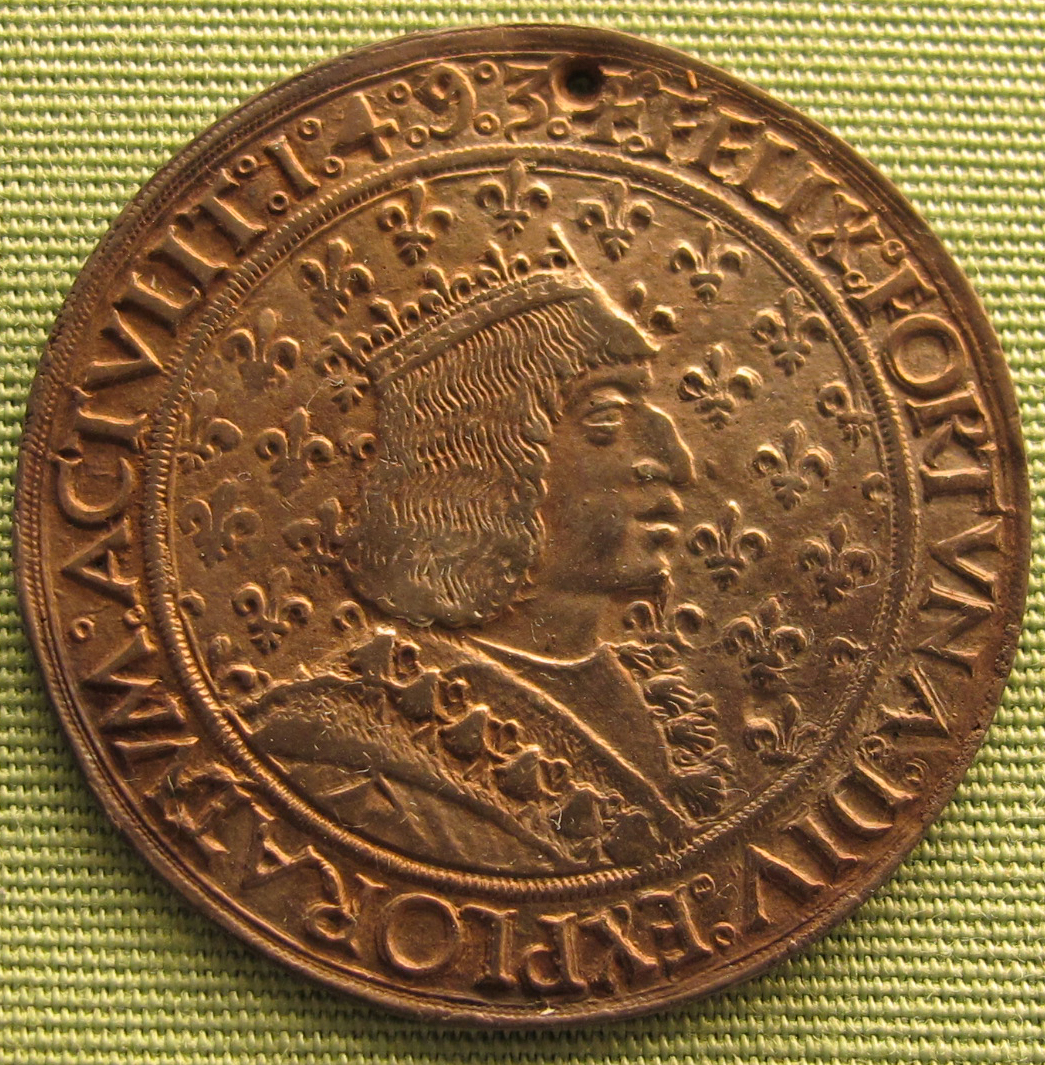
Médaille de Charles VIII, 1494. Collection d'État de monnaies de Munich et BNF, série royale no 31.
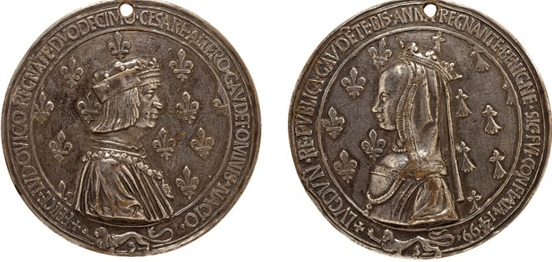
Médaille de Louis XII et d'Anne de Bretagne. Musée départemental Dobrée

### Panneaux
- Portrait d'homme et portrait de femme (portraits présumés de Charles VIII et Anne de Bretagne), vers 1490-1495, tempera sur bois, inséré dans la couverture d'un livre d'heures, Paris, Bibliothèque nationale de France, département des manuscrits, Lat. 1190.

Ces portraits ont été proposés comme ceux du couple royal la première fois par Henri Bouchot sans véritable preuve. Souvent mise en doute, cette identification persiste encore. Malgré la précision des détails des vêtements, aucun emblème royal n'est représenté. L'autre hypothèse, la plus crédible, propose de les attribuer à un couple lyonnais proche du milieu humaniste de Pierre Sala, ami de Perréal
- Portrait d'homme (Pierre Martin de la Chesnaye ?), Portrait de femme (Jeanne Besse ?), vers 1500, huile sur bois, 24 × 18 cm (chacun), Paris, Musée du Louvre, Inv. RF 1993-8 et RF 1993-20.

Les cadres présentent des traces de charnières qui unissent les deux portraits en un diptyque. Au dos sont indiqués les noms des modèles et la date « 1493 ». Nicole Reynaud estime que cette date renvoie à un événement lié à la vie des modèles plutôt qu'à la date d'exécution des tableaux. Les deux noms n'ont pas encore été retrouvés dans les sources historiques. Ces panneaux ont été acquis par le Louvre en 1993. Celui de l'homme « est assurément, dans sa rigueur et dans son dépouillement, un des chefs-d'œuvre de la peinture française du XVe siècle ».
- Sainte Catherine d'Alexandrie, 1507, 136 × 100,5 cm. Lyon, Musée des Beaux-arts.

Cette œuvre était autrefois attribuée à Claude Guinet.
- Louis XII, roi de France, v. 1512, 31,8 × 23,8 cm. Londres, château de Windsor, The Royal Collection.

Ce portrait est mentionné dès 1542 dans les possessions d'Henry VIII. Des nombreux portraits du roi que Perréal a réalisés, ce serait un des rares aujourd'hui conservés. Il est toutefois attribué à Perréal avec hésitation.

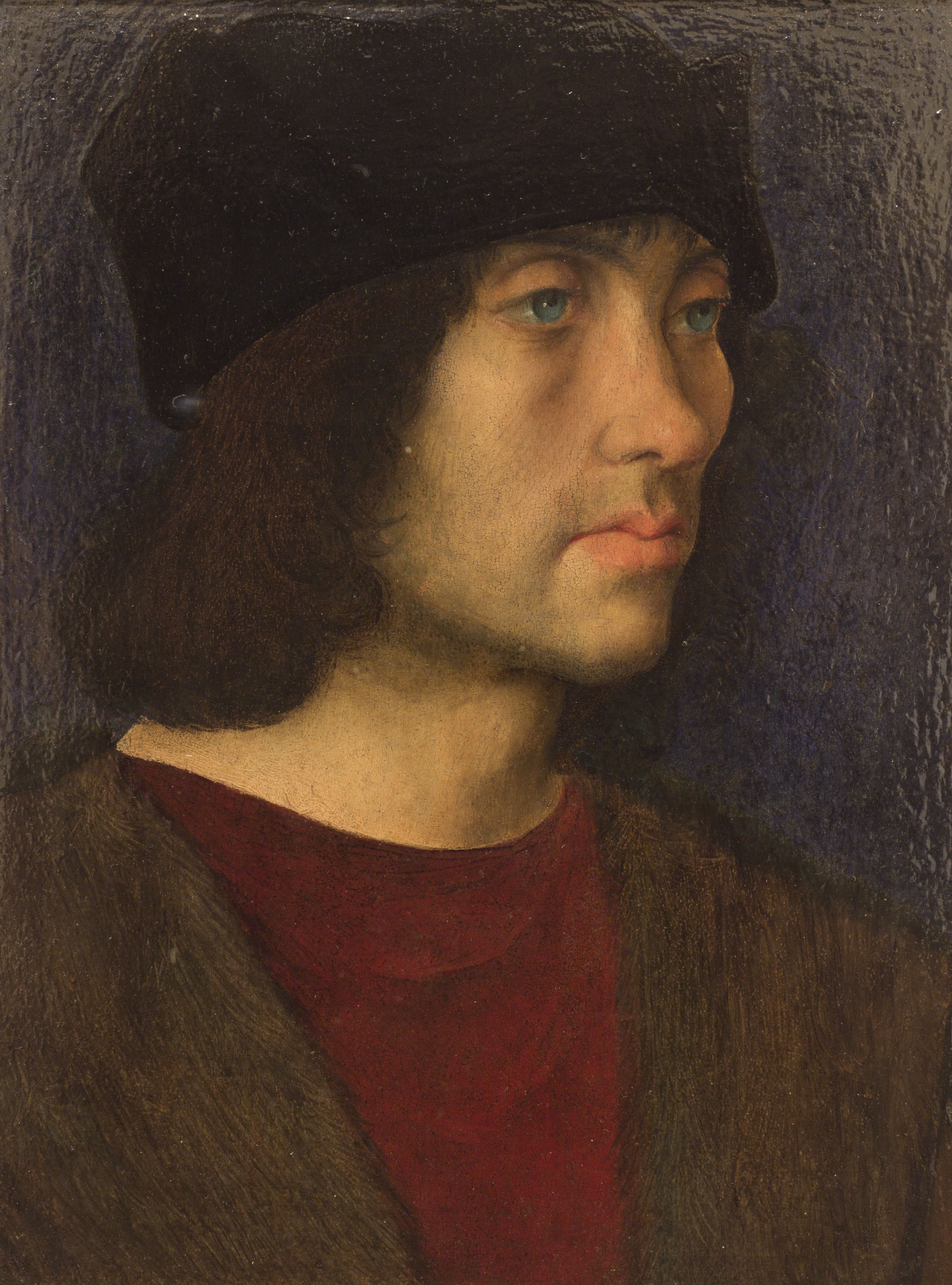
Portait d'homme, 1493. musée du Louvre, Inv. RF 1993-8.
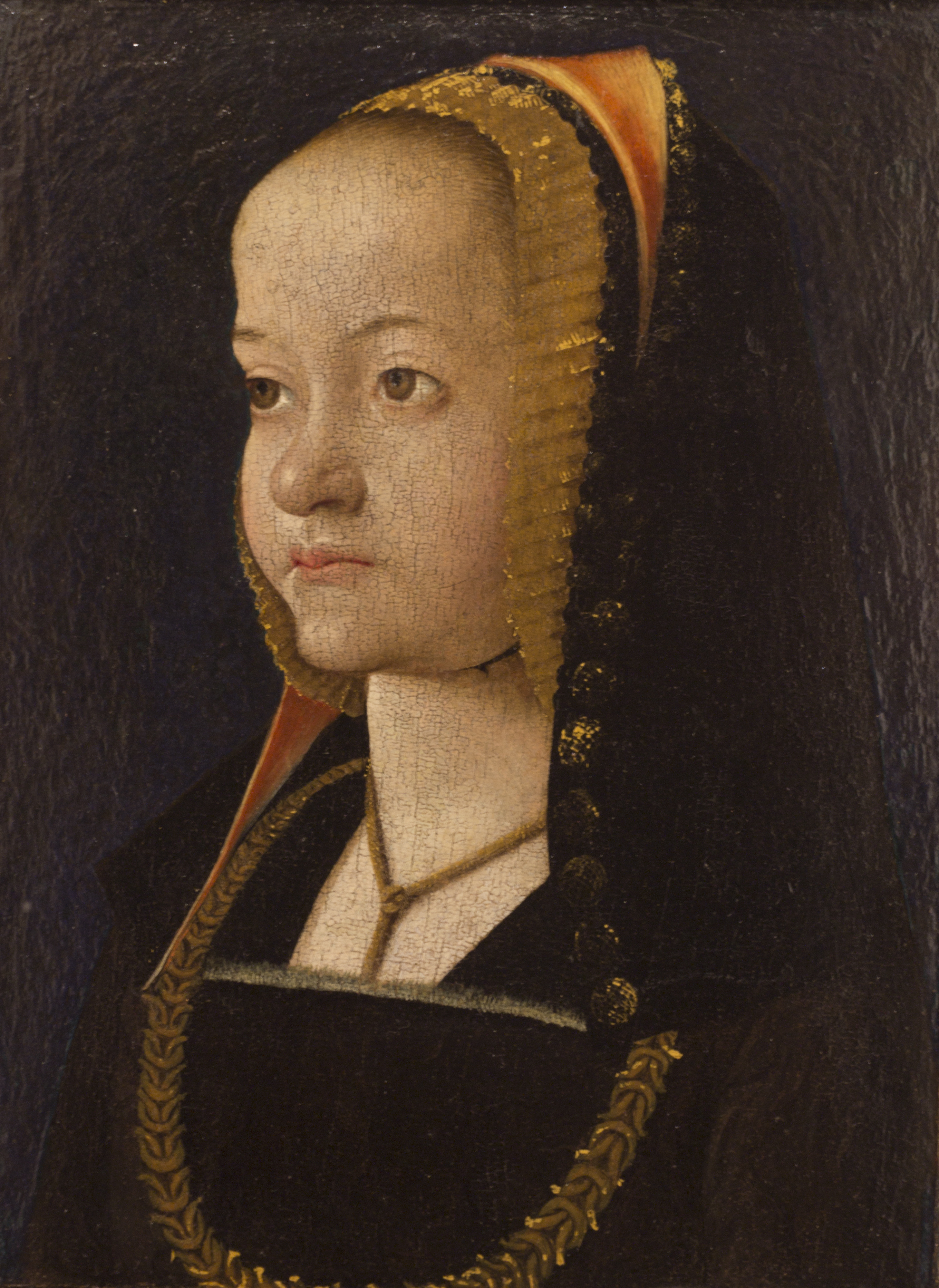
Portait de femme, 1493. musée du Louvre, Inv. RF RF 1993-20.
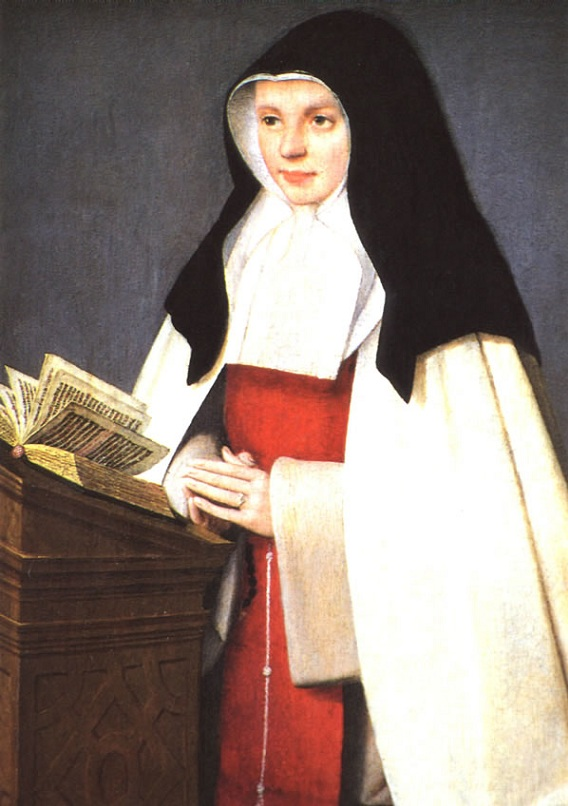
Jeanne de France.
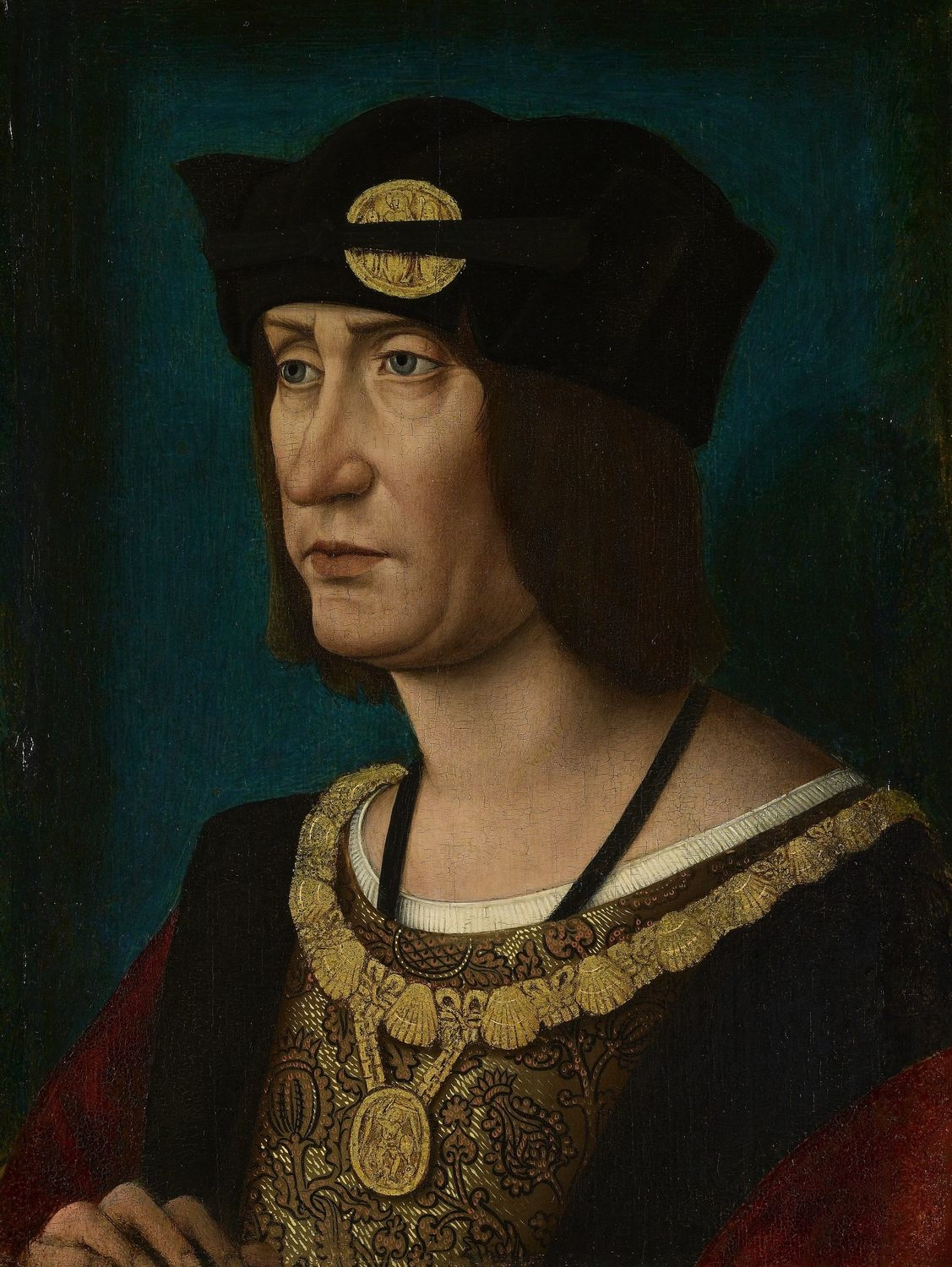
Louis XII. Vers 1514. château de Windsor.
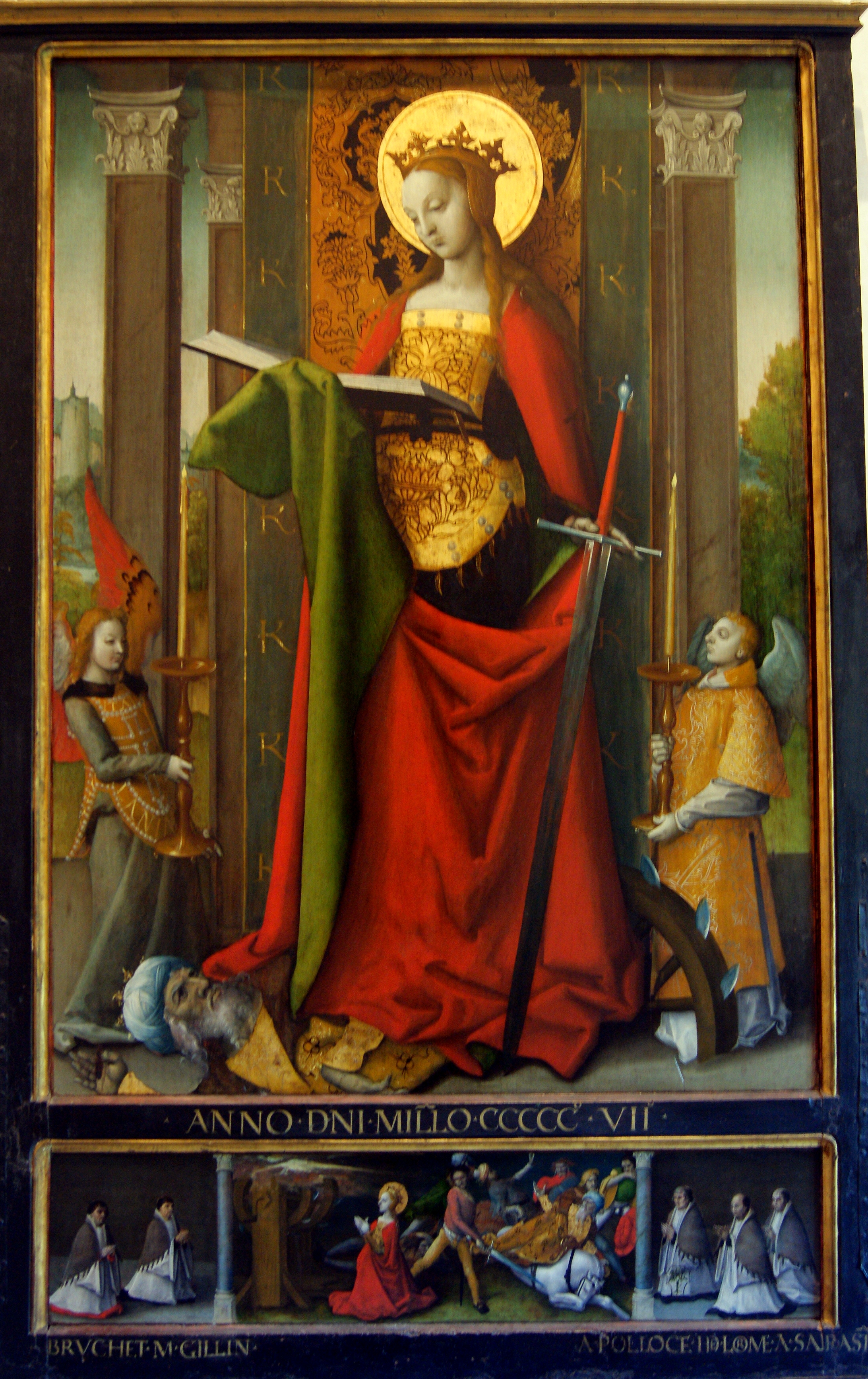
Panneau représentant Saint Catherine d'Alexandrie, par Jean Perréal. 1507. Musée des beaux-arts de Lyon.

### Miniatures
- Louis XII en prière, in Claude Ptolémée, Cosmographia. 1485 et 1498, vélin et papier, 161 fos, 57,5 x 41 cm, Paris, Bibliothèque nationale de France, départements des manuscrits, Lat. 4804, fo 1 vo.

L'ouvrage et les enluminures initiales ont été réalisées pour Louis de Bruges en 1485, selon un style en vigueur à l'époque à Bruges et Gand. L'ouvrage ayant été acheté par Louis XII au tout début de son règne en même temps que l'ensemble de la collection du seigneur de Gruthuyse, conformément aux pratiques de l'époque, les armoiries ont été effacées pour être remplacées par celles du roi de France, et des illustrations le représentant ont été ajoutées. Les historiens hésitent encore entre attribuer l'enluminure à Jean Perréal ou Jean Bourdichon. Le choix de Jean Perréal a été solidement mis en avant par Charles Sterling en 1963,.
- La miniature de la Complainte de la Nature à l'alchimiste errant, 1516, Musée Marmottan, Collection Wildenstein, ms. 147E 23, Paris.

Cette peinture sur parchemin de 18,1 par 13,4 cm est réapparue en 1963. À l'origine, cette allégorie alchimique illustre un poème signé par Perréal sous forme d'acrostiche. Elle sert d'œuvre clé pour identifier les autres œuvres de l'artiste. « Elle manifeste une culture hybride, à mi-chemin entre l'axe bourguignon et l'axe ligérien ».
- Deux miniatures dans un livre d'heures représentant son commanditaire et une annonciation, vers 1495-1498, BNF Lat.1363[50]
- Portrait de Pierre Sala, dans un manuscrit du Petit Livre d'Amour fo 8,5 × 7 cm, vers 1500-1505, British Library, Londres, Stowe 955[51]

Cette enluminure réalisée pour Pierre sala, ami de Jean Perréal, lui a été attribuée dès 1919. En 1935, Klaus Perls propose de placer le portrait au sein du corpus d'un artiste qu'il nomme Maître de Charles VIII. En 1949, La miniature est à nouveau attribuée à Perréal par Grete Ring. En 1963, Sterling identifie le Maître de Charles VIII à Jean Perréal,.
Le portait présente sur le bord une phrase presque effacée : Lesser le venir à la trappe. Il est accompagné au folio d'en face d'un quatrain disant : Reguardez en pytye / votre loyal amy / qui na jour ne demy / Bien pour v[otr]e amytye.
Plusieurs personnes estiment que le portrait date du début des années 1490, mais comme il semble difficile de reculer la datation de l'ensemble du manuscrit, l'hypothèse d'une réplique d'un portrait réalisé une quinzaine d'années plus tôt a été envisagée.
- Femme présentée à la Vierge par Saint-Jean, dans un livre d'heures. Walters Art Museum, Baltimore
- Jeune homme en prière, dans un livre d'heures. BNF.
- Anne de Bretagne recevant un manuscrit d'Antoine Dufour, Musée Dobrée, Nantes.

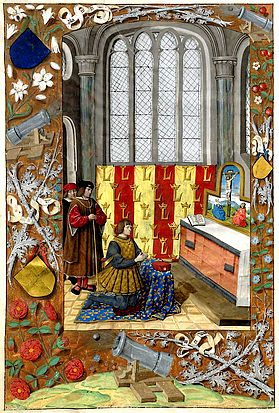
Louis XII en prière. BNF, Lat. 4804.
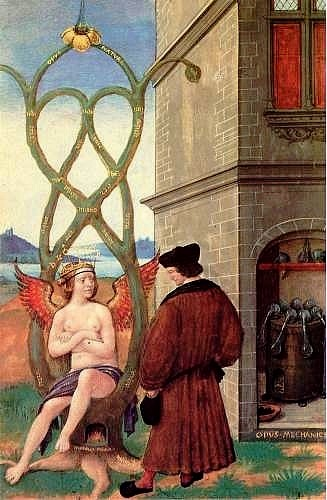
Miniature de la Complainte de la Nature à l'alchimiste errant. 1516. Musée Marmottan.
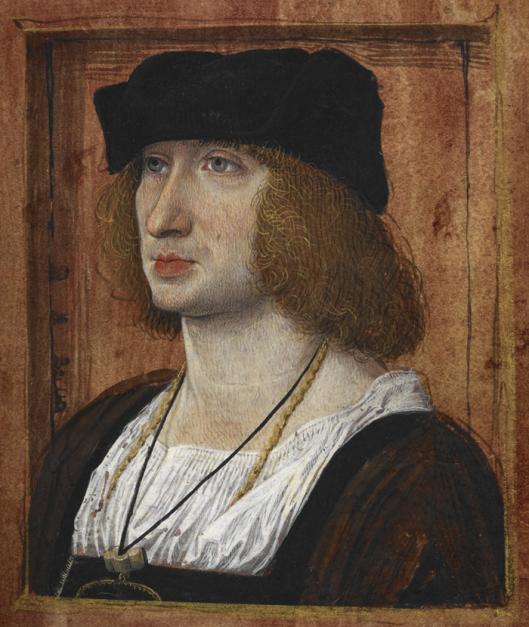
Portrait de Pierre Sala, humaniste lyonnais par Jean Perréal.
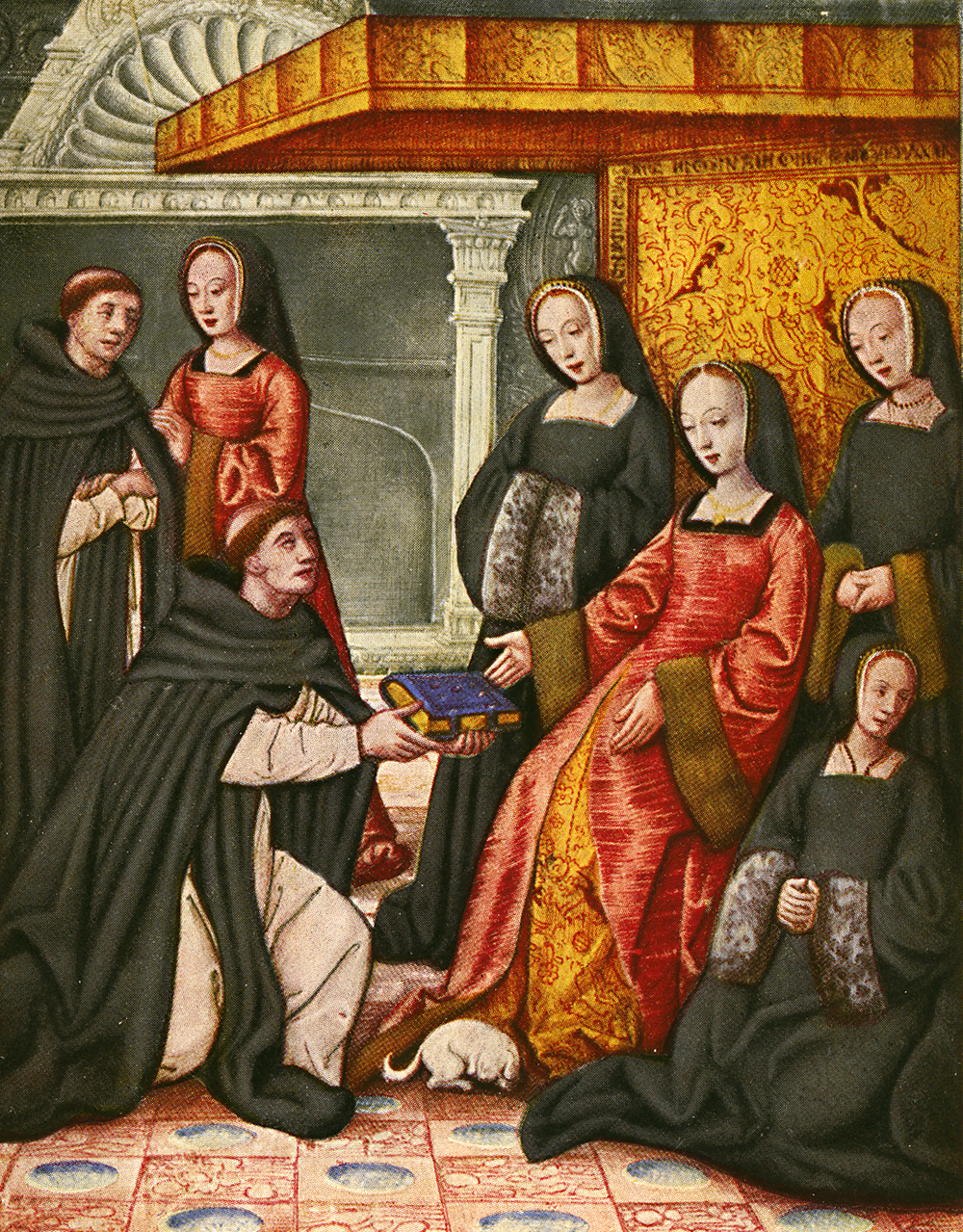
Anne de Bretagne recevant un manuscrit d'Antoine Dufour, miniature attribuée à Jean Perréal, vers 1508

### Dessins
- Dictz moraulx pour faire tapisserie, vers 1490-1515 (?).

Cet ouvrage écrit par le poète Henri Baude contient de nombreux dessins à la plume, au lavis de bistre, parfois rehaussé de couleur. Ces dessins anonymes ont été un moment attribués à Perréal par Albert Châtelet.

### Patrons de sculptures et monuments
- Tombeau de François II de Bretagne. Entre 1502 et 1507. Cathédrale Saint-Pierre-et-Saint-Paul de Nantes (auparavant dans l'ancien couvent des Carmes de Nantes[12])[11].
- Louis XII en prière, Vitrail attribué à Jean Perréal. 1500-1510, The Art Walters Museum, 46.34, 80 x 55,9 cm

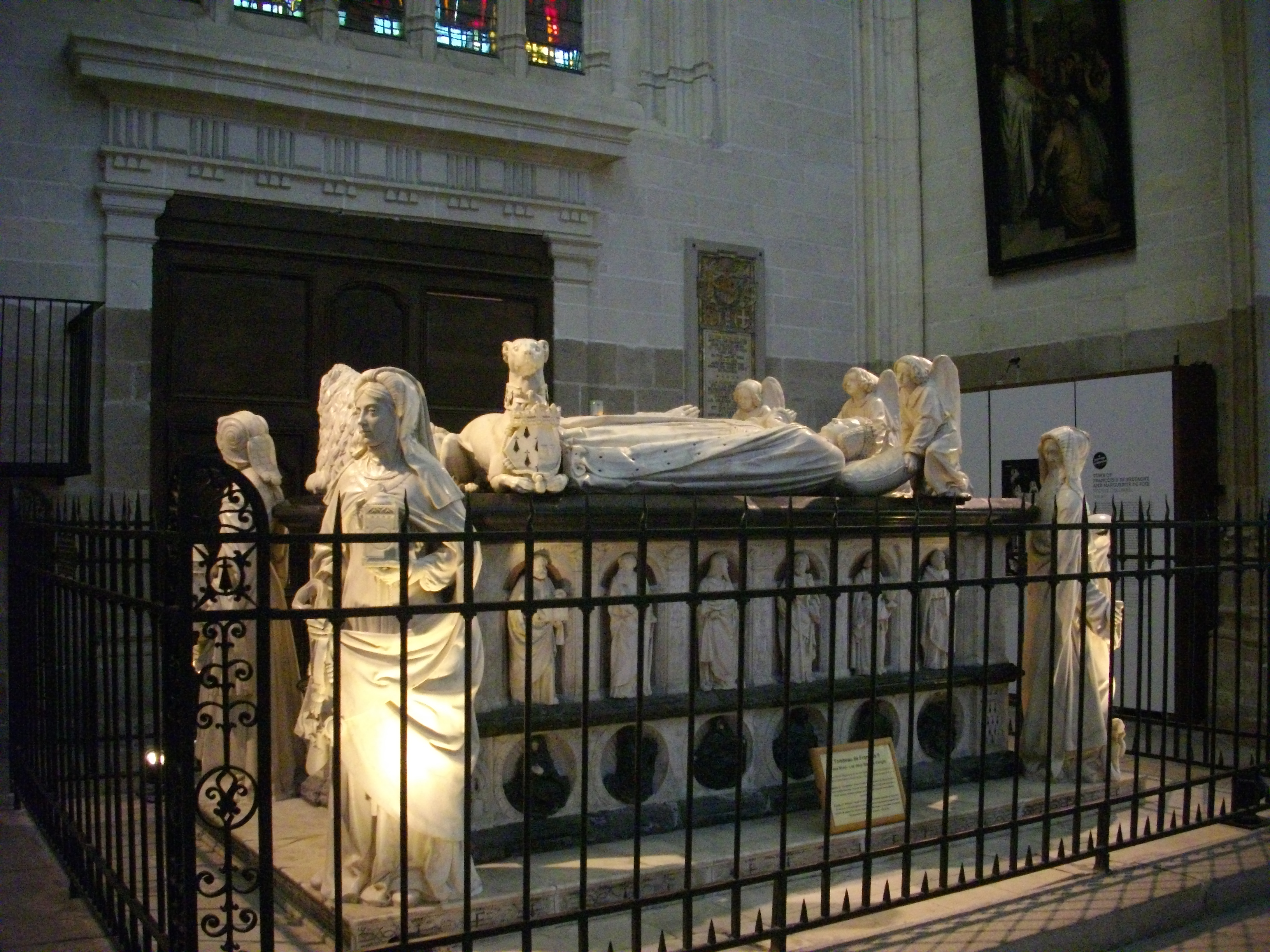
Tombeau de François II de Bretagne
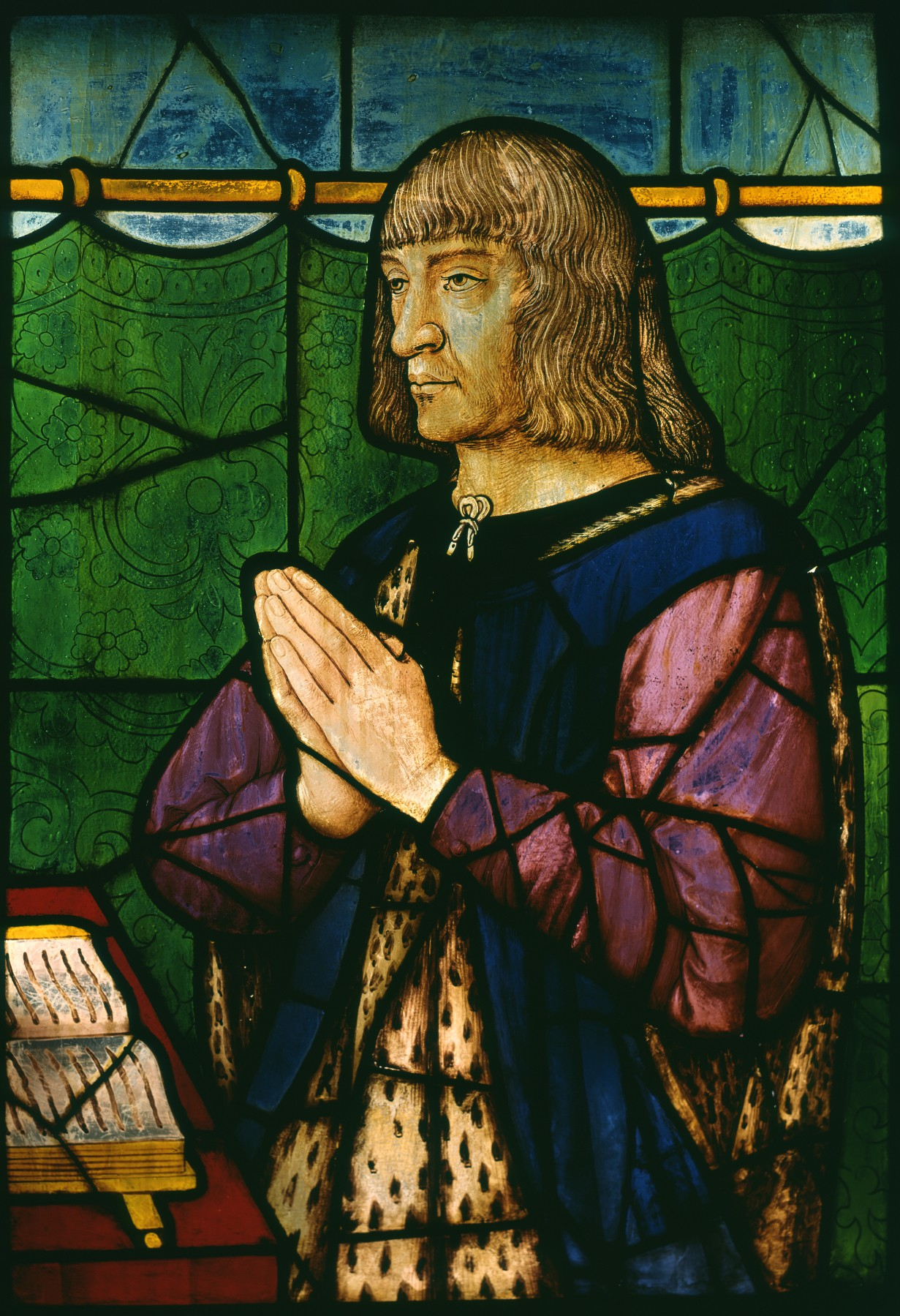
Louis XII en Prière.

## Textes et autographes
Le point sur les textes connus de Perréal a été réalisé par Pradel en 1963.

### lettres
Il subsiste neuf lettres de Jean Perréal.
- Lettre à François de Gonzague, Milan, 14 novembre 1499.
- Lettre à Marguerite d'Autriche, Lyon, 15 novembre 1509.
- Lettre à Louis Barangier, secrétaire de Marguerite d'Autriche, Lyon, 4 janvier 1511
- Lettre à Marguerite d'Autriche, Lyon, 4 janvier 1511
- Lettre à Barangier, Lyon, 9 octobre 1511
- Lettre à Marguerite d'Autriche, Lyon, 1er décembre 1511
- Lettre à Barangier, Blois, 20 mars 1512
- Lettre à Marguerite d'Autriche, Blois, 20 juillet 1512
- Lettre à Marguerite d'Autriche, Blois, 17 octobre 1512

### Signatures

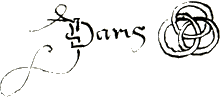
Signature utilisée sur les contrats pour l'entrée de Charles VIII de 1490 et un autre de 1493[58].
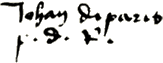

### Ouvrages généraux
- (en) Grete Ring, A century of french painting, 1400-1500, Londres, 1949
- Frédéric Elsig, La peinture en France au XVe siècle, Milan, 5 Continents Éditions, coll. « Galerie des arts » (no 1), 2004, 156 p. (ISBN 88-7439-113-7, BNF 39989295)
- François Dallemagne, Les défenses de Lyon : enceintes et fortifications, Lyon, Éditions Lyonnaises d'Art et d'Histoire, 2010, 2e éd. (1re éd. 2006), 255 p. (ISBN 978-2-84147-177-5 et 2-84147-177-2, BNF 42258190)
- Luisa Nieddu, « L’Art du Portrait dans l’œuvre de Jean Perréal et ses liens avec le Nord », dans Arts et artistes du Nord à la cour de François Ier, Paris, Picard, 2017 (ISBN 978-2-7084-1032-9, lire en ligne), p. 163-176
- Luisa Nieddu, Jean Pérreal, valet du roi, scenografo, ritrattista di corte, Roma, Horti Hesperidum, 2024, 374 p. (ISBN 978-883293-277-5)

### Ouvrages spécialisés
- Elisabeth Taburet-Delahaye, Geneviève Bresc-Bautier et Thierry Crépin-Leblond (dir.), France 1500 : Entre Moyen Age et Renaissance : Catalogue de l’exposition du Grand Palais à Paris, 6 octobre 2010-10 janvier 2011, Paris, Réunion Musées nationaux, 2010, 399 p. (ISBN 978-2-7118-5699-2).
- Patrice Béghain, Une histoire de la peinture à Lyon : de 1482 à nos jours, Lyon, S. Bachès, 2011, 363 p. (ISBN 978-2-35752-084-4, BNF 42506537)
- Patrice Béghain, Bruno Benoît, Gérard Corneloup et Bruno Thévenon (coord.), Dictionnaire historique de Lyon, Lyon, Stéphane Bachès, 2009, 1054 p. (ISBN 978-2-915266-65-8, BNF 42001687)
- Nicole Reynaud, « Jean Perréal, dit Jean de Paris », dans Les manuscrits à peinture en France, 1440-1520, Paris, BNF/Flammarion, 1993, 439 p. (ISBN 978-2080121769), p. 365-369
- Frédéric Elsig, Peindre à Lyon au XVIe siècle, Milan, Silvana Editoriale, coll. « biblioteca d'arte » (no 44), 2014, 192 p. (ISBN 978-88-366-2768-4 et 88-366-2768-4, BNF 43834242)

### Articles
- P. Moreau, « Note sur le peintre Jean de Paris », Mémoires de la Société historique, littéraire et scientifique du Cher (1888-1889), Bourges, 4e série, vol. 5,‎ 1889, p. 33-34 (lire en ligne)
- Paul Durrieu, « Les relations de Léonard de Vinci avec le peintre français Jean Perréal », Études italiennes, Paris, Ernest Leroux, t. I,‎ 1919, p. 152-167
- Klaus Perls, « Le Maître de Charles VIII », dans L'Amour de l'Art, Paris, 1935, p. 95-99
- André Vernet, « Jean Perréal et la « complainte de Nature » attribuée à Jean de Meun », Comptes rendus des séances de l'Académie des Inscriptions et Belles-Lettres, vol. 87, no 1,‎ 1943, p. 93-100 (lire en ligne)
- André Vernet, « Jean Perréal, poète et alchimiste », Bibliothèque d'Humanisme et Renaissance, Librairie Droz, vol. 3,‎ 1943, p. 214-252 (lire en ligne)
- Charles Sterling, « Une peinture certaine de Perréal enfin retrouvée », l'Œil, nos 103-104,‎ 1963, p. 2-15 ; 64-65
- Pierre Pradel, « Les autographes de Jean Perréal », Bibliothèque de l'école des Chartes, vol. CXXI, no 1,‎ 1963, p. 132-186 (lire en ligne)
- (en) W. Wells, « An « astronomy » tapestry reinterpreted : François I and Giovanni da Verazzano », Apollo, no 347,‎ 1991, p. 33-37
- (nl) H. Th. Colenbrander, « Een serie tekeningen naar Erasmus' Adagia : Jean Perréal, de Maître aux Pieds-Bots en de Meester van de Legende van de H. Egidius », dans Boeken in de late Middeleeuwen : verslag van de Groningse Codicologendagen, Groningen, J. M. M. Hermans et H. van der Klaas, 1994, p. 211-220
- Nicole Reynaud, « Deux portraits inconnus par Jean Perréal au Louvre », Revue du Louvre et des musées de France, no 46,‎ 1996, p. 36-46
- (it) M.-T. Fiorio, « Leonardo, Boltraffio e Perréal », Raccolta Vinciana, no XXVII,‎ 1997, p. 325-355
- (de) R. Berens, « Jean Perréal in Lyon : die Entrée Royale von François I, in Lyon im Jahre 1515 : studie zu einem Wolfenbütteler Codex, Codex Guelf 86.4 Extravaganten », Wolfenbütteler, Renaissance-Mitteilungen, no 21,‎ 1997, p. 112-131
- (it) C. Vecce, « Piglia da Gian di Paris », Achademia Leonardi Vinci, no 10,‎ 1997, p. 208-213
- (en) C. Fischer, « The queen and the artichoke : a study of the portraits of Mary Tudor and Charles Brandon », British Art Journal, no 3,‎ 2002, p. 20-27
- Kathleen Wilson-Chevalier, « Patronnes et mécènes au cœur de la Renaissance française », Le Moyen Age, vol. 3, t. CXVII,‎ 2011, p. 577-602 (DOI 10.3917/rma.173.0577, lire en ligne)
- González-Doreste (dir.), Dulce Maria (dir.), Mendoza-Ramos (dir.) et Jacky Lorette, « Jean de Paris sous l'inspiration de Jean de Meun », Nouvelles de la Rose. Actualité et perspectives du Roman de la Rose, Pilar - Universidad de La Laguna,‎ 2011, p. 421-454
- (fr) Luisa Nieddu, "L'hommage de Jean Perréal à son ami Pierre Sala", dans "Peindre à Lyon au XVIe siècle", sous la dir. de F. Elsig, Milan, Silvana Editoriale, 2014, pp. 151-155.
- (fr) Luisa Nieddu, "L' Art du portrait dans l'oeuvre de Jean Perréal et ses liens avec le Nord", dans "Arts et artistes du Nord à la cour de Francois Ier", Actes du Colloque, Bruxelles, Institut royal du Patrimoine artistique, 25-26 février 2016, Bruxelles, ed. Picard, 2017, pp. 163–176.
- (it) Luisa Nieddu, "La riscoperta seicentesca di Jean Perréal", dans "Leonardo nel Seicento: fortuna del pittore e del trattatista", Actes du Colloque, Rome, Museo di Roma, Palazzo Braschi, 22 novembre 2019, sous la dir. de Carmelo Occhipinti, collection Horti Hesperidum presse universitaire Rome II Tor Vergata, 2019, 2, pp. 119-136.
- Camille Larraz, « "Vien voir Nature avec Jean de Paris" : nouvelles propositions pour Jean Perréal et le portrait parisien vers 1500-1515 », dans Frédéric Elsig (dir.), Peindre à Paris aux XVIe-XVIIe siècles, Milan, Silvana Editoriale, 2024, p. 113-127.